# Paulino Neto
Paulino Franco de Carvalho Neto OMRI • GCRB • GOMD • GOMA • GOMN (Curitiba, 13 de fevereiro de 1961) é um diplomata brasileiro, atual embaixador do Brasil no Egito e na Eritreia. Também atuou como embaixador do Brasil em Angola, entre os anos de 2016 e 2020.

## Condecorações[2]
- Medalha Mérito Tamandaré, Brasil (2001)
- Ordem do Mérito da República Italiana, Itália, Cavaleiro (2002)
- Ordem de Rio Branco, Brasil, Oficial (2003)
- Medalha do Mérito Santos-Dumont, Brasil (2008)
- Ordem de Rio Branco, Brasil, Grande Oficial (2015)
- Ordem do Mérito Aeronáutico, Brasil, Grande Oficial (2019)
- Ordem do Mérito da Defesa, Brasil, Grande Oficial (2021)
- Ordem do Mérito Naval, Brasil, Grande Oficial (2021)
- Ordem de Rio Branco, Brasil, Grã-Cruz (2021)